# Сорокин, Анатолий Иванович
Анато́лий Ива́нович Соро́кин (24 марта 1921, Калуга— 29 декабря 1988) — советский военный моряк-подводник и военачальник, командующий 1-й флотилией подводных лодок Краснознамённого Северного флота (1964—1969), Герой Советского Союза (23.06.1966). Вице-адмирал (7.05.1966). Командир самого дальнего в истории ВМФ СССР подводного перехода (1966).

## Биография
Родился в семье служащих, русский. Член ВКП(б)/КПСС с 1943 года. Окончил 10 классов школы в 1938 году и первый курс Московского электротехнического института в 1939 году.
В Военно-Морском Флоте с июля 1939 года, призван по комсомольскому набору. В ноябре 1941 года окончил Черноморское высшее военно-морское училище.
Участник Великой Отечественной войны с ноября 1941 года. По май 1943 года — командир взвода отдельной роты автоматчиков 82-й отдельной морской стрелковой бригады Северного флота, которая формировалась в Северо-Кавказском и Архангельском военных округах, затем включена в состав Мурманского укреплённого района Северного флота и с июня 1942 по январь 1943 года вела боевые действия по обороне главной базы Северного флота города Мурманск. С мая по сентябрь 1943 года — командир отдельной роты автоматчиков 510-го стрелкового полка Западного фронта. В ходе Смоленской наступательной операции участвовал в боях за освобождение городов Ельня и Дорогобуж, был дважды ранен. После излечения в госпитале направлен в Московский флотский экипаж и с сентября по ноябрь 1943 года находился в резерве. Затем направлен а учёбу в военно-морское училище.
В марте 1945 года окончил Каспийское высшее военно-морское училище и продолжил службу в ВМФ СССР. Направлен на Тихоокеанский флот, с марта 1945 года — командир БЧ-3 подводной лодки ПЛ «М-21» (во время советско-японской войны в августе-сентябре 1945 года корабль находился во Владивостоке и в боевых походах не участвовал, но поскольку ТОФ в полном составе был включён в состав действующей армии, то весь его экипаж с А. И. Сорокиным имеют статус участников войны и награждены медалями «За победу над Японией»), с марта 1946 — командир БЧ-3 «Щ-134», с сентября 1947 — помощник командира ПЛ «Л-12», с декабря 1950 — помощник командира ПЛ «С-111» 7-го ВМФ. В эти же годы окончил Курсы офицерского состава подводного плавания при Учебном отряде подводного плавания 5-го ВМФ (1947) и Высшие специальные классы офицерского состава подводного плавания и противолодочной обороны Учебного Краснознамённого отряда подводного плавания и противолодочной обороны им. С. М. Кирова (1950).
В феврале 1951 года назначен командиром строящейся дизельной ПЛ «М-284» 39-й бригады 22-й дивизии строящихся и ремонтируемых кораблей 8-го ВМФ на Балтийском море. В апреле 1952 года назначен командиром ПЛ «М-285», которая вошла в состав 93-й бригады подводных лодок Кронштадтской военно-морской крепости. В декабре 1952 года назначен командиром «М-285» 17-й дивизии подводных лодок 8-го ВМФ, в декабре 1953 года — командиром строящейся «С-188», которая в апреле 1954 года вошла в состав той же дивизии.
С августа 1956 года служил командиром отдельного дивизиона подводных лодок Беломорской военно-морской базы Северного флота. В апреле 1959 года назначен первым командиром 206-й отдельной бригады подводных лодок Северного флота. В состав этой бригады входили первые советские АПЛ проекта 627А. А. И. Сорокин освоил управление этими новейшими кораблями и участвовал на Белом море в при`мке, испытаниях и вводе в строй принципиально новых подводных лодок. После реорганизации бригады с 15 июля 1961 года по август 1962 года командовал 31-й дивизией подводных лодок Северного флота. Затем убыл учиться в академию.
В 1964 году контр-адмирал (воинское звание присвоено 22 февраля 1963 года) Сорокин А. И. окончил Военную академию Генерального штаба ВС СССР, после чего в июле этого же года был назначен командующим 1-й (с 22 февраля 1968 года — Краснознамённая) флотилией подводных лодок Северного флота с местом базирования в бухте Малая Лопатка.
С 2 февраля по 26 марта 1966 года контр-адмирал Сорокин А. И., находясь в качестве командира похода на борту АПЛ «К-116», возглавил отряд кораблей: АПЛ проекта 675 «К-116» (командир — капитан 2-го ранга Виноградов В. Т.) и проекта 627а «К-133» командир — капитан 2-го ранга Столяров Л. Н., экспедиционное океанографическое судно «Гавриил Сарычев», танкер «Дунай», спасательное судно СС-9). Атомоходы этой экспедиции впервые в истории советского флота за полтора месяца прошли 25 тысяч морских миль в подводном положении, ни разу не всплывая на поверхность, проявив в этом дальнем походе чудеса скрытности, оставшиеся непревзойдёнными.
Указом Президиума Верховного Совета СССР от 23 мая 1966 года за успешное выполнение заданий командования и проявленные при этом героизм и мужество контр-адмиралу Сорокину Анатолию Ивановичу присвоено звание Героя Советского Союза с вручением ордена Ленина и медали «Золотая Звезда» (№ 11253).
7 мая 1966 года контр-адмиралу Сорокину А. И. присвоено воинское звание «вице-адмирал» (и хотя указанное воинское звание было присвоено ему ранее Указа о присвоении высшей награды Родины, тем не менее, в Указе о присвоении А. И. Сорокину звания Героя, его воинское звание было указано «контр-адмирал»).
С октября 1969 года продолжил службу в Постоянной комиссии государственной приемки кораблей ВМФ СССР. С мая 1985 года вице-адмирал Сорокин А. И. находился в распоряжении Главкома ВМФ, а с октября того же года — в отставке. Жил и работал в Москве. Скончался 29 декабря 1988 года. Похоронен в Москве на Кунцевском кладбище.
Бюст Героя установлен в Севастополе на территории Черноморского ВВМУ им. П. С. Нахимова.

## Награды

Могила А. И. Сорокина на Кунцевском кладбище Москвы.

- Герой Советского Союза (23.05.1966)
- Орден Ленина (23.05.1966)
- Два ордена Красного Знамени (1956, 1972)
- Орден Трудового Красного Знамени (1982)
- Орден Отечественной войны 1-й степени (11.03.1985)
- Три ордена Красной Звезды (1943, 1954, 1959)
- Орден «За службу Родине в Вооружённых Силах СССР» 3-й степени (1975)
- Ряд медалей СССР
- Именное оружие
- Орден Знамени (Венгерская Народная Республика, 1985)
- Командорский крест ордена Заслуг перед Польской Народной Республикой" (Польша, 1978)
- Медаль «За победу над Японией» (Монгольская Народная Республика, 1976)

## Сочинения
- Сорокин А. И. Мы с атомных. — Изд. 2-е, перераб. и доп. — М.: Изд-во ДОСААФ, 1972. — 256, [16] с. — (За честь и славу Родины).
- Сорокин А. И., Краснов В. Н. Корабли проходят испытания. — Л.: Судостроение, 1982.
- Сорокин А. И., Краснов В. Н. [militera.lib.ru/tw/sorokin_krasnov/index.html Корабли проходят испытания]. — Изд. 2-е, перераб. и доп. — Л.: Судостроение, 1985. — 232 с.
- Сорокин А. И. Идём подо льдами. // Из бездны вод: Летопись отечественного подводного флота в мемуарах подводников. / Составитель Н. А. Черкашин. — М.: Современник, 1990.— 557 с. — (серия мемуаров «Память»).